# Pont-Croix
Pont-Croix (bretonsko Pontekroaz) je naselje in občina v severozahodnem francoskem departmaju Finistère regije Bretanje. Naselje je leta 2008 imelo 1.829 prebivalcev.

## Geografija
Kraj leži v pokrajini Cornouaille ob začetku estuarija reke Goyen na skrajnem zahodu Bretanjskega polotoka, 32 km zahodno od Quimperja.

## Uprava
Pont-Croix je sedež istoimenskega kantona, v katerega so poleg njegove vključene še občine Audierne / Gwaien Beuzec-Cap-Sizun / Beuzeg-ar-C'hab, Cléden-Cap-Sizun / Kledenn-ar-C'hab, Confort-Meilars / Koñforzh-Meilar, Esquibien /An Eskevien, Goulien, Île de Sein / Enez-Sun, Mahalon, Plogoff / Plougoñ, Plouhinec / Ploeneg in Primelin / Prevel s 16.498 prebivalci.
Kanton Pont-Croix je sestavni del okrožja Quimper.

## Zanimivosti
,
- romanska cerkev Notre-Dame de Roscudon,
- hiša maison du Marquisat iz 16. stoletja, danes se v njej nahaja pokrajinski muzej Musée de la vie du Cap-Sizun.